# Tere-Khol (lac)
Le Tere-Khol (en russe : Тере-Холь, Tere-Khol) est un lac russe de la kojuun du Tere-Khol, dans la république de Touva. Sur une île du lac se trouvent les ruines de la forteresse ouïghoure de Por-Bajyn.

## Géographie
Le lac Tere est un lac du sud-est de Touva, en Sibérie méridionale, et proche de la frontière avec la Mongolie. Il se situe à une altitude de 1300 mètres, possède une superficie de 39,1 km² et la superficie de son bassin versant est de 295 km² . Le lac est peu profond, et possède une douzaine d'îles. Le lac alimente la rivière Saldam, un affluent gauche du Petit Ienisseï. Le lac est alimenté par les rivières Kholdjoukh-Tikh (du nord-ouest), Bajerganak (de l'ouest) et Koungour-Touk (du sud-est). Il y a une île sur Tere-Khol, sur laquelle les vestiges de la forteresse ouïghoure Por-Bajyn du VIIIe siècle se trouvent. L'île est reliée à la rive sud-est du lac par une passerelle sur pilotis de 1,3 km de long. Le lac fait partie du monument naturel « Lac Tere-Khol »  .

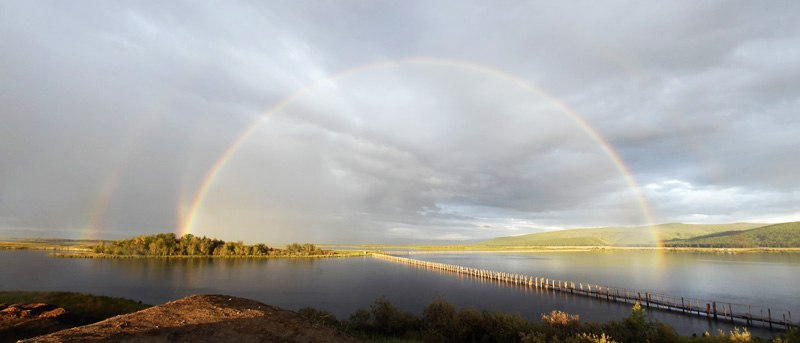
Un bout du lac avec le pont sur pilotis.
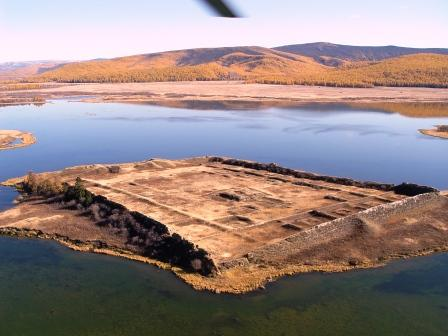
Por-Bajyn et les alentours.
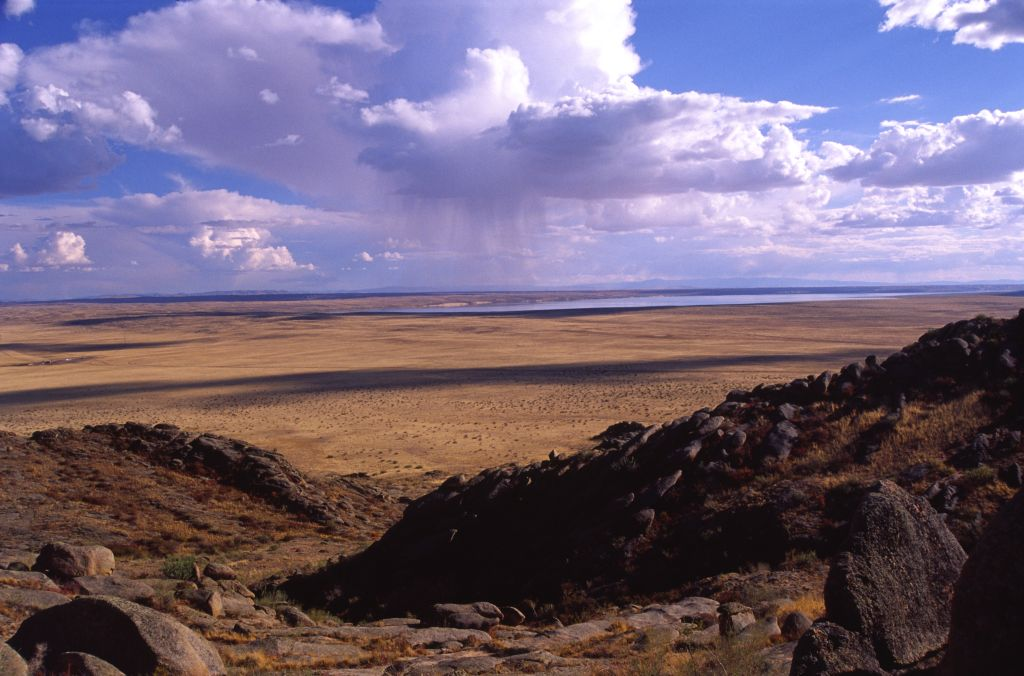
Vue à distance du lac.